# 布賴爾 (密蘇里州)
布賴爾（英語：Briar）是位於美國密蘇里州里普利縣的非建制地區。

## 歷史
布賴爾的郵局於1879年設立，其後於1899年停運。

## 地理
布賴爾所處的海拔為高於海平面204米（即669英呎），而該地所採用的時區為UTC-6，即北美中部時區（CST）。同時該地設有夏令時間，為UTC-6調快一小時，即UTC-5（CDT）。